# WTA-toernooi van Seattle
Het WTA-toernooi van Seattle was een tennistoernooi voor vrouwen dat van 1977 tot en met 1982 plaatsvond in de Amerikaanse stad Seattle. De officiële naam van het toernooi was laatstelijk Avon Championships of Seattle.
De WTA organiseerde het toernooi, dat werd gespeeld op overdekte tapijtbanen in het Seattle Center Coliseum.
Er werd door ongeveer 32 deelneemsters per jaar gestreden om de titel in het enkelspel, en door ongeveer 16 paren om de dubbelspeltitel.
Chris Evert en Martina Navrátilová wonnen ieder het toernooi tweemaal. De Nederlandse Betty Stöve bereikte de finale in 1978.

## Officiële namen
| 1977–1978 | Virginia Slims of Seattle     |
| 1979–1982 | Avon Championships of Seattle |

## Meervoudig winnaressen enkelspel
| speelster             | aantal titels | in de jaren |
| --------------------- | ------------- | ----------- |
| Chris Evert           | 2             | 1977, 1979  |
| / Martina Navrátilová | 2             | 1978, 1982  |

## Enkel- en dubbelspeltitel in één jaar
| speelster   | in het jaar |
| ----------- | ----------- |
| Chris Evert | 1977        |

## Finales

### Enkelspel
| Datum      | Naam               | ($)     | Ondergrond     | Winnares            | Verliezend finaliste | Uitslag       |
| ---------- | ------------------ | ------- | -------------- | ------------------- | -------------------- | ------------- |
| 1977-01-31 | Virginia Slims     | 100.000 | tapijt, binnen | Chris Evert         | Martina Navrátilová  | 6-2, 6-4      |
| 1978-02-06 | Virginia Slims     | 100.000 | tapijt, binnen | Martina Navrátilová | Betty Stöve          | 6-1, 1-6, 6-1 |
| 1979-02-05 | Avon Championships | 125.000 | tapijt, binnen | Chris Evert         | Renée Richards       | 6-1, 3-6, 6-3 |
| 1980-01-28 | Avon Championships | 150.000 | tapijt, binnen | Tracy Austin        | Virginia Wade        | 6-2, 7-6      |
| 1981-02-23 | Avon Championships | 150.000 | tapijt, binnen | Sylvia Hanika       | Barbara Potter       | 6-2, 6-4      |
| 1982-01-18 | Avon Championships | 150.000 | tapijt, binnen | Martina Navrátilová | Andrea Jaeger        | 6-2, 6-0      |

### Dubbelspel
| Datum      | Naam               | ($)     | Ondergrond     | Winnaressen                 | Verliezend finalistes              | Uitslag       |
| ---------- | ------------------ | ------- | -------------- | --------------------------- | ---------------------------------- | ------------- |
| 1977-01-31 | Virginia Slims     | 100.000 | tapijt, binnen | Rosie Casals Chris Evert    | Françoise Dürr Martina Navrátilová | 6-4, 3-6, 6-3 |
| 1978-02-06 | Virginia Slims     | 100.000 | tapijt, binnen | Kerry Reid Wendy Turnbull   | Patricia Bostrom Marita Redondo    | 6-2, 6-3      |
| 1979-02-05 | Avon Championships | 125.000 | tapijt, binnen | Françoise Dürr Betty Stöve  | Sue Barker Ann Kiyomura            | 7-6, 4-6, 6-4 |
| 1980-01-28 | Avon Championships | 150.000 | tapijt, binnen | Rosie Casals Wendy Turnbull | Greer Stevens Virginia Wade        | 6-4, 2-6, 7-5 |
| 1981-02-23 | Avon Championships | 150.000 | tapijt, binnen | Rosie Casals Wendy Turnbull | Sue Barker Ann Kiyomura            | 6-1, 6-4      |
| 1982-01-18 | Avon Championships | 150.000 | tapijt, binnen | Rosie Casals Wendy Turnbull | Kathy Jordan Anne Smith            | 7-5, 6-4      |